# Norveška ženska rukometna reprezentacija
Norveška ženska rukometna reprezentacija predstavlja državu Norvešku u športu rukometu.

## Nastupi naOI
- 1988. - srebro
- 1992. - srebro
- 1996. – 4.
- 2000. - bronca
- 2008. - zlato
- 2012. - zlato
- 2016. - bronca
- 2020. - bronca

## Nastupi naSP
- 1971. – 7.
- 1973. – 8.
- 1975.  - 8.
- 1982.  - 7.
- 1986. - bronca
- 1990.  - 6.
- 1993. - bronca
- 1995.  - 4.
- 1997. - srebro
- 1999. - zlato
- 2001. - srebro
- 2003. – 6.
- 2005. – 9.
- 2007. - srebro
- 2009. - bronca

## Nastupi naEP
- 1994. - bronca
- 1996. - srebro
- 1998. - zlato
- 2000. – 6.
- 2002. - srebro
- 2004. - zlato
- 2006. - zlato
- 2008. - zlato
- 2010. - zlato
- 2014. - zlato